# October equus
Vous lisez un « article de qualité » labellisé en 2024.
L'October equus (en français « Cheval d'octobre ») est une fête religieuse célébrée en l'honneur de Mars dans la Rome antique le 15 octobre, date coïncidant avec la fin de la saison des campagnes agricole et militaire. Ce rite, le seul à Rome où l'on sacrifiait un cheval, se déroulait lors de l'une des trois courses de chevaux dédiées à Mars, les deux autres étant les Equiria, célébrées les 27 février et 14 mars. Des écrits datant des Ier siècle av. J.-C. et Ier siècle apr. J.-C. donnent quelques détails remarquables du rituel, qui ont suscité diverses interprétations et controverses modernes. Les historiens s'accordent sur l'ancienneté du rituel, qui remonte au moins à la période royale de Rome.
Les analyses comparatives de Georges Dumézil rapprochent ce rituel romain, impliquant le sacrifice d'un cheval, du rituel védique de l'Ashvamedha et montrent que, par leur finalité, tous deux remontent à l'idéologie guerrière et royale proto-indo-européenne. Le rapprochement avec la mythologie celtique tiré d'un récit irlandais d'intronisation royale accompagné d'un sacrifice équin, une jument, renforce cette reconstitution.

## Déroulement
La cérémonie se déroule lors des ides d'octobre (c'est-à-dire le 15 octobre). Elle ne porte pas un nom particulier comme d'autres fêtes romaines telles que les Equiria et n'est désignée que par l'indication de la victime sacrifiée, un cheval.
Le rituel est partiellement connu par les détails qu'en donnent Festus Grammaticus et Plutarque, complétés par deux citations de Festus dans l'abrégé de Paul Diacre, et par une citation de Timée de Tauroménion faite par Polybe,. La dernière mention historique figure au mois d'octobre du calendrier dit « philocalien » dans le Chronographe de 354. Si ces auteurs divergent parfois dans leurs explications du rituel, les étapes rapportées sont considérées comme authentiques.

Le site du rituel, entre ad Nixas et la Regia.

La cérémonie se tenait au Champ de Mars, qui, selon la tradition, était consacré à Mars pour servir de pâturage aux chevaux et de champ d'entraînement pour la cavalerie, près du lieu-dit ad Nixas, identifié par Jean-Marc Flambard comme étant un monument élevé aux Ilithyies assimilées à Junon Lucine, situé près de l’Ara Pacis. Elle était présidée par le flamen martialis, en présence des pontifes, et débutait par une course de chars, des biges attelés de deux chevaux. C'est le cheval de droite du char victorieux qui fournissait la victime : celle-ci n'était pas égorgée par le couteau du sacrificateur, comme pour tout sacrifice ordinaire, mais était tuée d'un coup de javelot et immolée sur l'autel de Mars.
Aussitôt le cheval abattu, on lui coupait la queue, qu'on portait en courant au forum à la Regia, soit une distance d'environ un kilomètre, parcourue en quelques minutes, afin d'en égoutter le sang sur les cendres du foyer de la Regia.
Le troisième acte de la fête débutait par la décollation du cheval, selon le processus classique qui identifie et remplace le tout (l'animal entier) par son élément le plus reconnaissable (la tête). La tête tranchée était ornée d'une guirlande de pains. Elle devenait l'objet d'une lutte entre les Sacravienses, habitants du quartier limitrophe de la Voie Sacrée et les Suburanenses, ceux de Suburre. Si ceux de la Via Sacra triomphaient, le trophée était cloué aux murs de la Regia ; si ceux de Suburre l'emportaient, le trophée allait au faîte de la tour Mamilienne, dont l'emplacement précis est inconnu.
Si les historiens sont informés sur la destination de la queue et de la tête du cheval, ils ignorent ce que devient sa partie centrale.

## Interprétations du rituel
Contrairement à d'autres fêtes religieuses romaines, l'October equus n'a pas de mythe de fondation qui lui donnerait une explication pseudo-historique. Le Cheval d'octobre est le seul sacrifice équin de la religion romaine et est considéré comme l'une des plus anciennes cérémonies de la Rome antique. Elle est typique des fêtes qui terminaient la saison militaire au mois d'octobre, entre le Tigillum Sororium le premier octobre et l'Armilustrium le 19, à l'époque où l'armée romaine était démobilisée chaque année.

### Rite royal
Par deux fois, le rituel apporte les éléments principaux du cheval, la queue puis la tête, à la Regia, la maison royale, résidence du rex sacrorum puis sous la République, la résidence de son représentant religieux le pontifex maximus. La Regia est le lieu sacré où chacune des divinités de la triade précapitoline, Jupiter, Mars et Ops, avait sa chapelle dédiée.
L'emploi de chars pour la course est un autre détail connoté comme véhicule royal dans la Rome primitive et dans les traditions indo-européennes.

### Queue ou pénis
Le rituel nécessite de recueillir un peu de sang à partir de la queue du cheval, après l'avoir coupée et apportée à la Regia. Certains auteurs modernes estiment la chose irréalisable, l'organe prélevé n'étant pas assez vascularisé. De plus, le délai pour arriver à la Regia aurait fait coaguler le sang. Un autre prélèvement donne un apport sanguin plus conséquent, celui du pénis de l'animal,. Georges Dumézil doute de l'assimilation argotique du latin cauda (« queue ») à « pénis », que sous-entend cette interprétation. Cette traduction de cauda ne se trouve qu'en deux occurrences dans toute la littérature latine, chez Horace, et est absente chez Plaute, Juvénal et Martial. Michel Rousseau, des services vétérinaires de Paris, réalise en 1974 une expérience vérificative, consistant à prélever la queue et le pénis lors d'abattages chevalins. Tandis que le pénis se révèle malaisé à prélever, la queue est facilement sectionnée et elle laisse goutter ou suinter du sang entre trois et dix minutes selon les cas, durée compatible avec l'acheminement par un coureur, ce qui démontre la possibilité du rite, et la potentialité d'un échec avec un coureur malchanceux et peu performant.

### Rôle du sang du cheval
Le sang de cheval est un des ingrédients du suffimen, substance purificatoire dont Ovide donne la composition et la fonction dans l'évocation de la fête printanière des Parilia, le 21 avril : « Tu seras purifié par ces présents de Vesta. Ces offrandes seront du sang de cheval, des cendres de veau et, en troisième lieu, la tige dépouillée des fèves durcies ». Les veaux sont des fœtus, récupérés lors d'immolation de trente vaches pleines lors de la fête des Fordicidia le 15 avril. Aucun texte antique ne précise si le sang de cheval est celui de l'October equus mais, d'après le rapprochement avec un vers de Properce sur la fête des Parilia « qui terminent nos lustres par la mutilation d'un coursier (en latin curtus equus, « cheval raccourci ») », les historiens considèrent depuis le XVIIe siècle qu'il s'agit du sang extrait de la queue du cheval d'octobre, mêlé aux cendres du foyer de la Regia, conservé pour être incorporé six mois plus tard au suffimen lors des Parilia, mixture distribuée à la population comme substance purificatrice des hommes et des troupeaux,.
Cecil Bennett Pascal admet l'utilisation dans la composition du suffimen du sang du cheval d'octobre conservé pendant six mois. Au contraire, Georges Dumézil ne croit pas que les quelques gouttes de sang recueillies de la queue du cheval d'octobre soient en quantité suffisante pour servir d'ingrédient pour le suffimen distribué à la population lors des fêtes de printemps. Toutefois, il souligne les propriétés que prête Pline l'Ancien aux sécrétions équines : son fiel est un poison « c'est pourquoi il n'est pas permis au flamine de toucher le cheval des sacrifices ». Plus encore, son sang est corrosif « il ouvre en rongeant, évase par les bords les ulcères ». Le sang de cheval est donc considéré comme cautérisant et, de façon symbolique selon Georges Dumézil, celui du cheval d'octobre est capable d'éliminer les souillures portées par le résident de la Regia, le roi, puis son successeur, l'État romain.

### Pains sur la tête du cheval
Le moine lombard Paul Diacre explique le couronnement insolite de la tête du cheval par une guirlande de pains en la justifiant ob frugum eventum (mot à mot : « pour l'arrivée des grains »), expression dont la traduction précise a fait polémique, centrée sur l'interprétation de la préposition latine ob. James George Frazer comprend cette justification ainsi : « dans l'espérance d'obtenir l'année suivante une heureuse récolte » et en tire argument pour donner un caractère propitiatoire au sacrifice dédié à un Mars divinité non seulement guerrière mais aussi agraire.
Citant de nombreux exemples latins, Georges Dumézil affirme que la préposition ob s'applique à des faits passés et non à l'avenir. Les pains de la guirlande représentent selon lui la première utilisation de la moisson déjà rentrée dans les réserves. Il rappelle le rôle vital pour la Rome primitive de la protection des terres romaines et des récoltes contre les razzias des peuples voisins. Ces pains traduisent donc le service rendu par la force armée, résumée au cheval militaire et grâce à la protection de Mars.

### Sacravienses

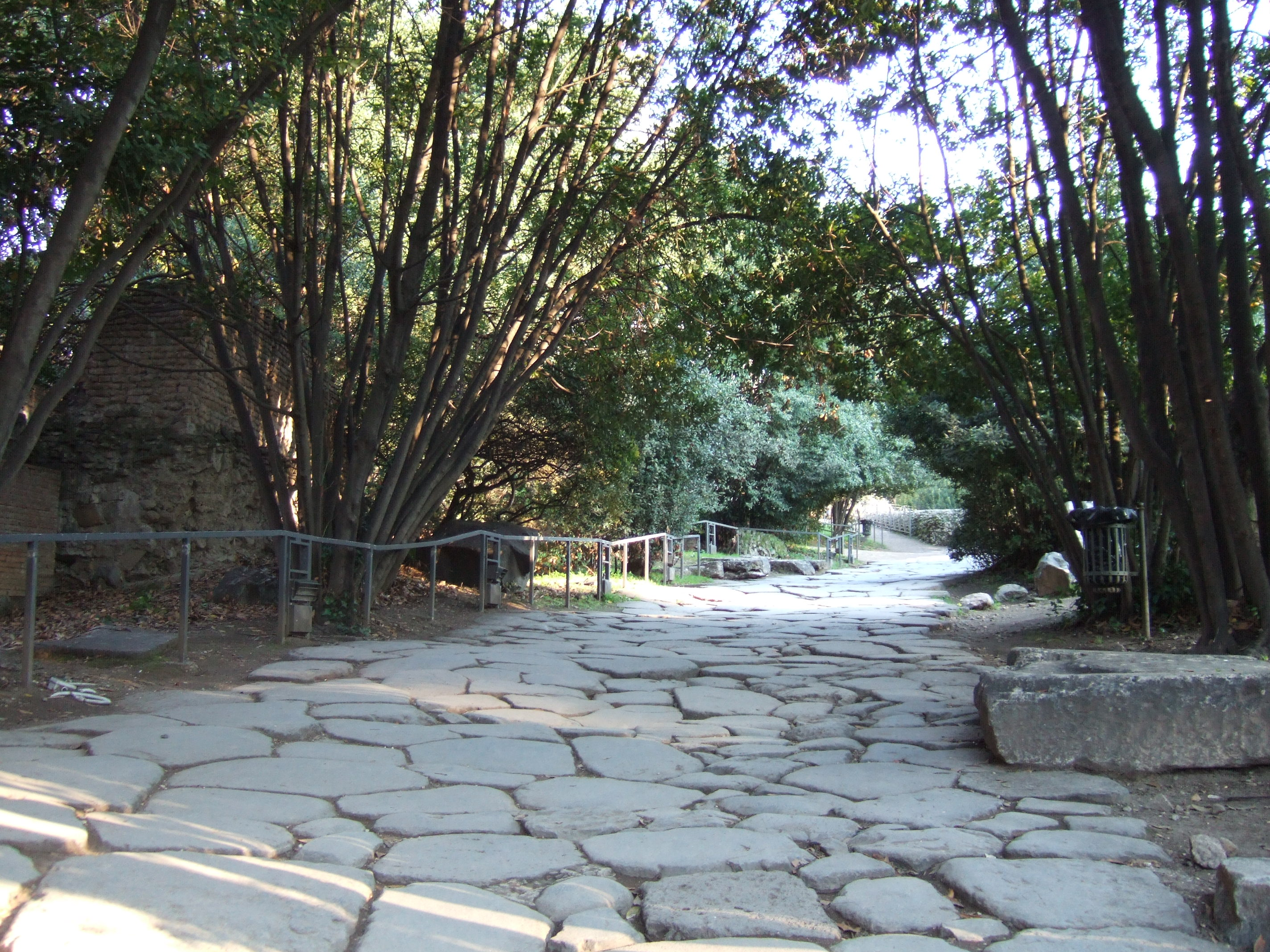
Montée de la Via Sacra sur la Velia.

Les Sacravienses, qui doivent rapporter la tête du cheval d'octobre à la Regia, sont les riverains de la Via Sacra. Partant du Forum et de la Regia, cette voie monte la petite colline de la Velia, entre le mont Palatin et le mont Oppius. Une loi du IIe siècle av. J.-C. interdit les constructions privées le long de la Via Sacra et, sous l'Empire, elle est bordée de monuments publics et de boutiques. Toutefois, le commentaire d'Asconius à un discours de Cicéron confirme la présence au Ier siècle av. J.-C. d'habitations privées sur le côté du Palatin qui descend vers la Via Sacra. Les découvertes archéologiques ont révélé la présence d'habitations le long de la Via Sacra archaïque et au pied de la Velia, qui datent du VIe siècle av. J.-C., période des Tarquins, ce qui rattache les Sacravienses à l'époque royale.

### Tour Mamilienne
La tour Mamilienne, ou tour de Mamilius (turris Mamilia), est le point de ralliement des gens de Suburre, adversaires des Sacravienses pour la possession de la tête du cheval d'octobre. Cet édifice n'est mentionné nulle part ailleurs dans les textes antiques connus et son emplacement est indéterminé, à Suburre ou ailleurs. Une inscription funéraire la mentionne, sans qu'on puisse la localiser. Cette tour est associée à un Mamilius, nom d'une famille d'origine latine, donc étrangère à l'époque de la Rome primitive. Dans l'histoire légendaire des premières années de la République romaine, figure un Octavius Mamilius, gendre de Tarquin le Superbe, roi chassé de Rome. Ce Mamilius cherche à imposer le retour à Rome de son beau-père et est tué à la bataille du lac Régille. Ennemi et étranger, il pourrait donc, selon Georges Dumézil, symboliser l'adversaire dans la lutte d'octobre et donner son nom au lieu antagoniste de la Regia. Cette historisation mène à un paradoxe : le rituel du Cheval d'octobre défend dans son principe le symbole royal incarné par la Regia contre l'ennemi extérieur. Or, c'est l'adversaire Octavius Mamilius qui veut rétablir le roi, chassé de la Regia par l'État républicain. Comme ce rituel dérive d'un rituel préromain antérieur à ces faits historiques, la personnification de l'adversaire en Mamilius et la turris Mamilia s'expliquerait comme élément d'une construction ajoutée par les annalistes romains, aux alentours du IVe siècle av. J.-C..

## Réminiscence de sacrifice humain?
Selon un passage de Dion Cassius, Jules César a fait exécuter deux soldats qui manifestaient leur mécontentement lors des coûteuses festivités données en 46 av. J.-C. : « comme dans une sorte de célébration rituelle […], ils furent sacrifiés dans le Champ de Mars par les pontifes et le prêtre de Mars, et leurs têtes furent placées près de la Regia ». Néanmoins, Suétone, historien antérieur à Dion Cassius, ne rapporte pas ce fait dans la description des fêtes données par César. En 1912, Georg Wissowa voit là une imitation du sacrifice du cheval d'octobre avec un déroulement dans les mêmes lieux. George Dumézil note la mention de sacrifices humains dans l'Inde ancienne, qui auraient été par la suite remplacés par l'immolation du cheval. Inversement, Cecil Bennett Pascal considère qu'il n'y a pas d'éléments convaincants pour assimiliser cette brutale répression militaire au complexe sacrifice du cheval. Selon une analyse plus complexe et sans reprendre ces thèses de l'analyse comparative, Ryan Platte considère que lorsque, exceptionnellement, les Romains immolent un être humain, ils suivent le modèle du sacrifice du cheval d'octobre, démontrant ainsi l'assimilation entre l'être humain et le cheval dont ils auraient hérité.

## Analyses mythologiques

### Mythes romains

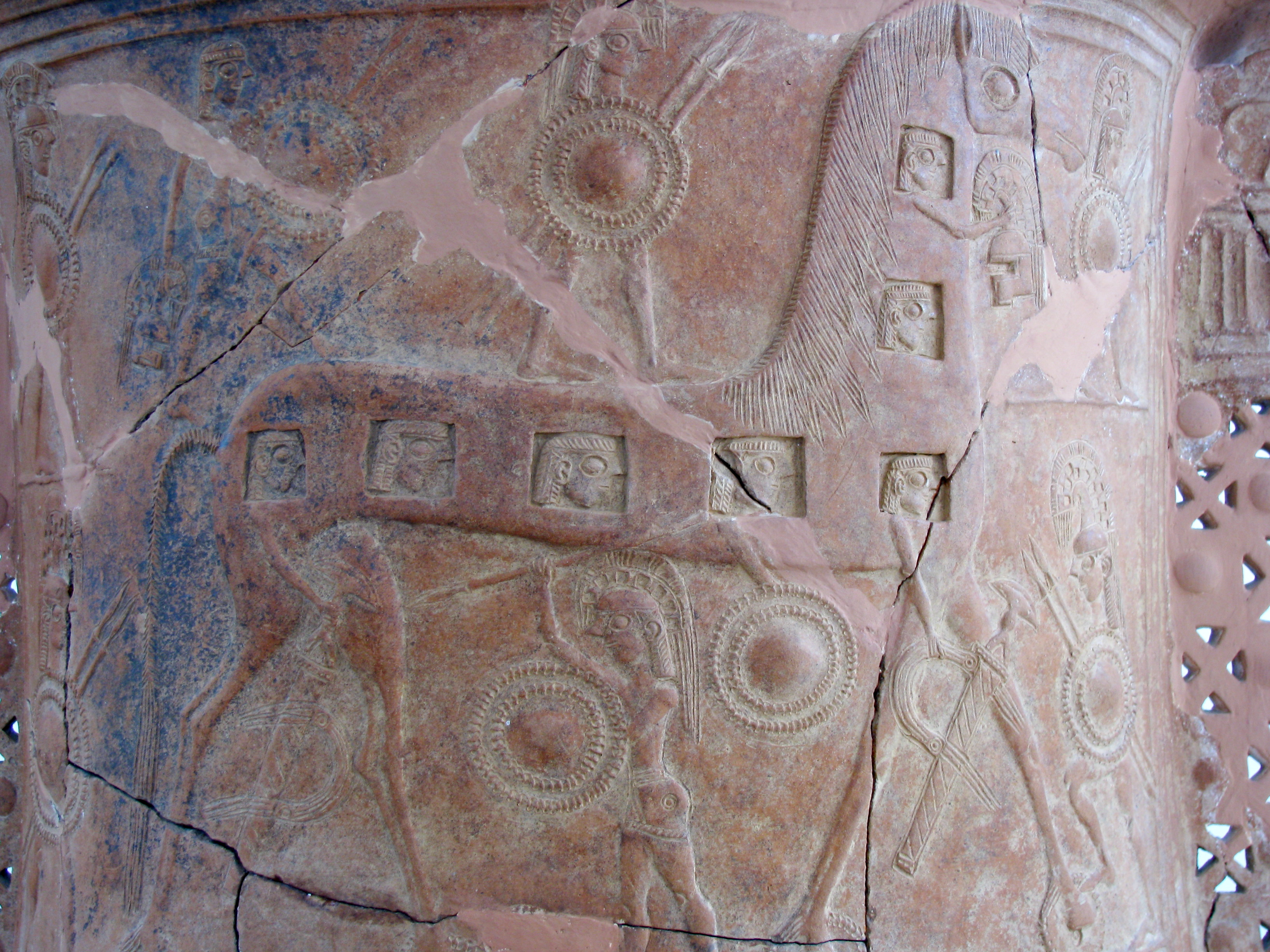
Cheval contenant des guerriers, vase de Mykonos, -675.

Les auteurs antiques ont cherché une origine du sacrifice du cheval d'octobre plus ancienne que la fondation de Rome, avec les références pseudo-historiques dont ils avaient connaissance, à savoir la guerre de Troie et la tradition de l'origine troyenne des Romains, descendants d'Énée et de ses compagnons. Le plus ancien témoignage est celui de l'historien grec Timée de Tauroménion qui soutient que ce rituel commémore la prise de Troie par un cheval de bois. Un autre historien grec, Polybe, qui rapporte les mots de Timée, rejette quant à lui cette explication et rappelle que le sacrifice d'un cheval avant une guerre ou une bataille se retrouve chez de nombreux peuples,.
Au IIe siècle apr. J.-C., le grammairien latin Festus Grammaticus signale (et rejette) l'identification populaire avec le cheval de Troie. Plutarque la mentionne aussi parmi diverses hypothèses, et note la justification du sacrifice « puisque Troie fut capturée par un cheval, donc ils punissent le cheval ».

### Parallélisme romain-indien

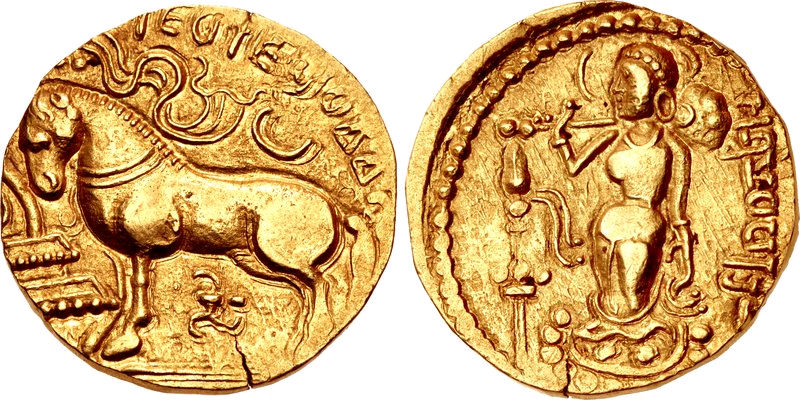
Monnaie du roi indien Samudragupta (vers 335-380). Cheval devant l'autel sacrificiel entouré de fumée.

Ce rituel inhabituel a été analysé par les historiens à la lumière des autres formes de sacrifices équins présentes dans les religions indo-européennes. Ainsi le sacrifice du cheval se retrouve dans un hymne du Rig-Véda de l'Inde antique. Georges Dumézil, à partir de ces sources védiques, a plus précisément rapproché le sacrifice du cheval d'octobre romain de celui de l'Ashvamedha.
Le sacrifice de l'Ashvamedha concerne la classe des guerriers (kshatriya) ; il est offert dans sa version la plus ancienne à Indra, dieu de la guerre, et a pour bénéficiaire un roi dont il fortifie le pouvoir. La victime est le cheval de droite de l'attelage victorieux d'une course de chars. Le cheval ainsi choisi est laissé libre d'aller et venir pendant une année, en permanence escorté de gens du roi qui le protègent contre les attaques possibles d'autres peuples ou d'autres souverains. Le roi reste passif, et attend le retour du cheval, qui peut donc éventuellement disparaître ou mourir dans l'intervalle, et frustrer le bénéficiaire. Durant les trois derniers jours, le cheval est attelé au char royal, et orné. Avant d'être immolé, le cheval est fictivement divisé en trois parties, antérieure, médiane et postérieure, qui vont être consacrées chacune à une ou plusieurs divinités spécifiques. Les deux extrémités de l'animal sont privilégiées, sur son front est fixée une victime, immolée lors d'un sacrifice secondaire et dédiée à Agni, dieu du feu. À sa queue est attachée une autre victime, dédiée au dieu solaire Sūrya. La mise à mort du cheval, par étouffement, diffère du rite romain. Elle est suivie du débitage de son corps et de sa consommation, selon les descriptions de l'hymne du Dirghatamas dans le Rig-Véda.
Le sacrifice de l'Inde védique et le sacrifice romain partagent la même finalité. L'October equus est offert au dieu des guerriers, ici Mars, et le bénéficiaire est aussi royal, puisque les deux parties éminentes du corps du cheval se trouvent réunies dans sa résidence, la Regia, du moins dans les cas les plus favorables, s'il reste du sang dans la queue du cheval et au prix d'une lutte acharnée pour la tête coupée entre l'équipe de la via Sacra (groupe « royal ») et celle de Suburre (groupe « ennemi »). Dumézil établit le parallèle entre cette lutte et le risque dans l'Ashvamedha que le cheval soit intercepté lors de son errance malgré la protection des gardes royaux et n'arrive jamais au roi destinataire.

### Hypothèse irlandaise
Un autre rapprochement a été étudié, lié à la mythologie celtique, la concordance linguistique archaïque entre l'Inde et les Celtes étant un fait reconnu. L'évocation d'un sacrifice équin se trouve dans la description d'une cérémonie d'intronisation d'un roitelet irlandais d'Ulster, décrite au XIIe siècle par l'historien médiéval Giraud de Barri comme « un rite extrêmement barbare et abominable ». L'animal sacrifié est une jument blanche, le futur roi s'accouple avec elle, et l'animal est aussitôt immolé, découpé et bouilli. Le futur roi se baigne dans l'eau du bouillon, puis il mange et partage la viande cuite avec son entourage, et boit ce bouillon directement, sans user d'un récipient. Il est alors considéré comme roi.
L'interprétation de cette cérémonie est très controversée. Franz Rolf Schröder (1927) y voit l'équivalent celte de l'Ashvamedha indien. Georges Dumézil (1974) récuse ce parallélisme, suivi par Françoise Le Roux (1995) et Edgar Charles Polomé (1994). L'Ashvamedha inclut bien un épisode sexuel simulé, dans lequel la femme ou la concubine du roi s'introduit sous la couverture qui a servi à étouffer le cheval tandis que les prêtres récitent des commentaires obscènes. Mais, remarque Dumézil, l'épouse soi-disant fécondée survit, tandis que dans le rite celte, la jument, participant féminin, est immolée et dévorée sitôt fécondée.
Selon David Brodeur, cette narration par un auteur gallois n'est pas exempte du dénigrement de la nation irlandaise. Néanmoins selon lui, même si cette description n'est qu'une construction, elle pourrait intégrer des détails issus de légendes ou de rites païens disparus. On retrouve le roi sacrificateur, le cheval sacrifié, découpé et partagé comme dans le rituel védique. Dumézil admet aussi que le parallélisme entre l'épisode celte et la cérémonie indienne est trop précis pour ne pas résulter d'un héritage commun. Plus nettement, Ryan Platte considère les deux versions comme les témoignages les plus certains de sacrifice de cheval.
Ryan Platte remarque des différences manifestes entre les versions indienne et irlandaise du sacrifice équestre et le rituel romain : le Cheval d'octobre est une célébration périodique annuelle, tandis que la royauté et l'épisode sexuel sont absents. Georges Dumézil explique une partie de ces différences par l'évolution historique de la monarchie à Rome. Son renversement a fait disparaître la vocation d'intronisation royale du sacrifice indo-européen, et le rituel, grâce à son importance, s'est néanmoins maintenu sous une forme altérée et a été intégré dans le calendrier des célébrations religieuses romaines. La Regia, construite par le deuxième roi de Rome, Numa Pompilius et destinatrice de la queue du cheval, conserve l'évocation royale. Mais selon Ryan Platte, l'absence à Rome d'accouplement entre humain et animal, élément commun des versions indienne et irlandaise, ne fait pas du sacrifice du cheval d'octobre le meilleur descendant du sacrifice indo-européen original.

## Reconstitution proto-indo-européenne
L'analyse linguistique des langues indo-européennes démontre que le rex romain, le raj- de l'Inde antique, le ri vieil-irlandais issu du rix celte dérivent d'une racine commune, *reg-, roi. Il en est de même pour l'equus romain, reconstitué en *ek'wo- ou *h₁éḱwos,. L'analyse comparatiste des mythologies romaine, védique et irlandaise établit le *reg- comme destinataire du sacrifice du cheval réalisé avec l'aide de son entourage. Il réaffirme ainsi son prestige et sa puissance, et répond par un don en retour avec le partage de l'animal.
La culture kourgane qui fleurit au nord de la mer Noire et de la mer Caspienne entre 4000 et 2500 av. J.-C. est considérée comme proto-indo-européenne, voire comme le foyer d'origine des proto-Indo-Européens. Les explorations archéologiques de tombes kourganes trouvent de rares restes d'animaux et plus encore de cheval, mais la disposition et le choix des restes inhumés, non tout le corps du cheval, mais seulement la tête ou la mâchoire, ou une combinaison tête et sabot, témoignent de rituels qui font écho aux sacrifices de cheval védiques et romains.
Ce rattachement indo-européen archaïque du sacrifice du cheval d'octobre ne fait toutefois pas l'unanimité : Attilio Mastrocinque estime qu'il n'est pas possible d'avoir de certitude sur ce sujet au-delà de la période des Tarquins (VIe siècle av. J.-C.).